# Veckans konsert
Veckans konsert är ett program i SVT, som presenterar olika typer av klassisk musik, jazz eller folkmusik - alltså de typer av musik som sänds i Sveriges Radio P2. Ibland är det utformat som ett porträtt av en viss musiker eller kompositör. Det är inte begränsat till Sverige, utan har ett internationellt perspektiv.
Det har sänts sedan 21 januari 2001.

### Fotnoter
1. ↑  ”Veckans konsert”. Svensk mediedatabas. http://smdb.kb.se/catalog/search?q=%22Veckans+konsert%22&sort=OLDEST. Läst 10 november 2012.